# Betta patoti
Betta patoti — тропічний прісноводний вид риб з родини осфронемових (Osphronemidae), підродина макроподових (Macropodusinae).
Входить до складу групи видів Betta unimaculata, яка включає Betta compuncta Tan and Ng, 2006; Betta gladiator Tan and Ng, 2005; Betta ideii Tan and Ng, 2006; Betta macrostoma Regan, 1910; Betta ocellata de Beaufort, 1933; Betta pallifina Tan and Ng, 2005; Betta patoti Weber and de Beaufort, 1922; Betta unimaculata (Popta, 1905).
Свою назву Betta patoti отримала на честь W. J. Tissot van Patot, який 1911 року надіслав зразки цієї риби авторам опису з Калімантану.

## Опис
Максимальний розмір Betta patoti — 10,7 см загальної довжини, 75,6 мм стандартної (без хвостового плавця) довжини.
Ці риби мають сигароподібну форму і вражають своїм великим ротом. Тіло довге й струнке, його висота становить 20,0-22,6 % стандартної довжини; загальна довжина 132,3-143,0 % стандартної. Риба має велику голову та великі очі. Верхня щелепа сягає переднього краю ока або заходить трохи далі. Голова широка, її довжина становить 29,7-31,4 % стандартної довжини, а висота 57,9-67,2 % довжини голови; морда тупа на кінці.
Спинний плавець короткий (довжина його основи становить 9,4-11,4 % стандартної довжини), загострений на кінці. Анальний плавець значно довший (в основі 51,0-56,3 % стандартної довжини), кінець у нього не такий гострий. Хвостовий плавець великий, ланцетоподібний з видовженими середніми променями. Перший промінь черевних плавців нитчастий. У спинному плавці 0-1 твердих і 7-9 м'яких променів, в анальному 1 твердий і 29-32 м'яких промені, в грудних плавцях по 12-14 променів (всі м'які). У бічній лінії 33-35 лусок.
Основне забарвлення світло-коричневе, спина темно-коричнева, навіть сірувата, черево світле, жовтувато-золотаве. Нижні дві третини тіла у самців перетинають 9-14 нерівномірно розташованих поперечних чорних смуг. Від зябрових кришок через око до губ проходить чітка смужка, є також смужка на підборідді. Нижня частина райдужної оболонки ока золотава, під оком розташована червона цятка, губи чорні. Зяброві кришки та нижня частина морди мають зеленкуватий лиск. На сонці на тілі часто виявляється лиск зеленого, синього або фіолетового відтінків.
Хвостовий плавець світло-коричневий із 7-8 слабкими поперечними смугами у верхній частині. 5-7 слабких поперечних смуг є також на спинному плавці. Анальний плавець у передній частині темніший. Подовжений промінь черевних плавців білий, решта безбарвна. Безбарвними є й грудні плавці, за винятком темно-коричневої основи.
У шлюбному вбранні забарвлення риб стає густішим і з'являється горизонтальна світла смужка, що проходить від очей до хвоста; більш виразною вона буває в самок. Під час інкубації ікри забарвлення самця світлішає, з'являється маленька цятка у верхній частині голови, що світиться зеленими кольором.

## Поширення
Водиться на острові Калімантан. Betta patoti відома лише з південної частини індонезійської провінції Східний Калімантан, була виявлена в околицях Балікпапана (басейн річки Мангар) та Самаринди. Показники води в природному середовищі існування виду такі: pH 5,5-6,8, кальцієво-магнієва твердість 10 °dH, температура 23-28 °C.

## Інші «patoti»
Існує декілька невизначених видів, схожих на B. patoti. У Betta cf. patoti «Turekai» самці мають яскраво-блакитні непарні плавці та щелепи, чорне маркування на горлі, темне тіло з вісьмома вертикальними синьо-чорними плямами внизу боків, під оком може бути червона цятка. Самки червонувато-коричневі, з синім кольором на анальному плавці. Betta cf. patoti «EB1» схожа на «Turekai», але луски в нижній частині тіла та на зябрових кришках у неї вилискують зеленими барвами, також має червону цятку під оком. Betta cf. patoti «Samarinda» коричнева з темними вертикальними смугами на боках та жовтогарячим краєм на тілі біля основи анального плавця. Плавці густо вкриті крапочками. Анальний плавець має помітний чорний край з нечіткою білою облямівкою. Також присутня червона цятка під оком.

## Біологія
У дикій природі, ймовірно, полюють комах та інших дрібних безхребетних (зоопланктон).
B. patoti належить до числа видів, що інкубують ікру в роті. Це робить самець. Така стратегія розмноження дозволяє убезпечити виводок на найвразливішій стадії розвитку.
Самка зазвичай ініціює нерест. Вона ж захищає територію впродовж нересту. Під час шлюбних ігор риби кілька годин грають, кружляють, широко роззявляють рота та розпускають спинний, черевні, анальний та хвостовий плавці. Нерест зазвичай відбувається увечері й може тривати кілька годин. Процес дуже цікавий. Пара обіймається біля дна, але перші кілька обіймів не супроводжуються відкладанням ікри. Якщо в цей час поруч з'являється стороння риба, самка проганяє її. Коли «тренування» закінчиться, риби переходять до відкладання ікри. Перші ікринки бувають дрібні й прозорі, згодом відкладається нормальна запліднена ікра. Ікра відкладаються окремими порціями, після кожного акту обидві риби збирають ікринки, якщо це зробила самка, вона випльовує ікринки перед самцем, а той підбирає їх і тримає в роті.
Після нересту самець з ікрою усамітнюється в тихому місці. Менші ікринки живлять його під час виношування потомства. Час інкубації залежить від температури води й становить 12-17 днів. Після його закінчення самець випускає з рота доволі великих мальків (більше 5 мм завдовжки), які відразу вільно плавають і негайно починають приймати рухливі корми. Після цього ні самець, ні самка не виявляють жодних ознак активного захисту потомства.

## Утримання в акваріумі
Вперше Betta patoti була завезена до Європи (до Німеччини) 1988 року. Незважаючи на те, що вона належить до того ж роду, що і популярна сіамська бійцівська рибка (Betta splendens), це зовсім інша риба, як зовні, так і за своєю природою. Betta patoti не просто знайти в акваріумах, цей вид дорогий і рідко зустрічається. У той же час, серед загалом не надто привабливих видів групи B. unimaculata B. patoti в акваріумах найбільше поширена.
Для пари риб потрібен акваріум на 80 літрів або більше, для групи — 150 літрів і більше. Риби повинні мати схованки з густих кущів рослин та печер, але повинні бути й відкриті ділянки води. Рекомендується тонкий шар дрібного піску на дні. Печери створюють за допомогою глиняних горщиків для квітів, а також відрізків безпечних для акваріума пластикових труб. Фільтрація не повинна бути занадто сильною. Акваріум має бути тісно накритий, і не слід наповнювати його до країв. Як всі лабіринтові риби цей вид потребує доступу до шару вологого повітря, який буде формуватися над поверхнею води. До того ж ці риби відмінно стрибають. Наявність рослин, що плавають на поверхні, заспокоює риб, вони менше стрибають.
Цих риб можна тримати разом із іншими видами, але існує тонка межа при виборі сусідів: вони не можуть бути занадто малими, щоб бійцівські рибки їх не з'їли, але й не повинні становити загрози для мальків B. patoti.
Betta patoti може нормально жити й розмножуватись за нейтрального показника pH з помірною твердістю. Рекомендовані параметри води: pH 5,0-7,0, твердість близько 2 °KH і 6 °GH, температура 22-26 °C.
Годівля Betta patoti не викликає особливих проблем, вони їдять або намагаються з'їсти більшість звичайних кормів. Перевагу надають живому корму, але можна також давати гранули, що тонуть, або плавучі гранули для цихлід і навіть пластівці хорошої якості, а ще морожені корми. Краще, коли корми будуть різноманітними. Ці риби ненажери й буквально кидаються на корм, навіть вистрибують при цьому із води, буває й кусають хазяїна за пальці. Корисно влаштовувати голодний день хоча б раз на тиждень. Це дозволяє рибам очистити свою систему й може запобігти ожирінню.
Утримання Betta patoti зазвичай не викликає проблем, але розведення виду є набагато складнішим. Якщо вибрати пару випадковим чином, вона не завжди може мирно співіснувати, й слабша риба може бути вбита. Краще виростити разом групу молодих риб, тоді можна швидше отримати сумісну пару для розведення та провести успішний нерест. Багато спроб бувають невдалими через те, що самець ковтає ікру протягом перших трьох днів інкубаційного періоду. Причини цього явища не встановлені, для запобігання йому рекомендується підтримувати параметри води в межах 1 °KH і pH близько 5, а також забезпечити самцеві під час виношування потомства максимальний спокій. Час інкубації залежить від температури води. Насамкінець самець випускає з рота доволі великих мальків, які відразу можуть їсти наупліусів артемій. Вирощування молоді не становить проблем. Хоча пара надалі не виявляє батьківського піклування, дорослі риби не сприймають мальків за корм і зазвичай не чіпають їх.

## Відео
- Betta patoti tanah grogot на YouTube by Wild Betta Fish USA
- Betta patoti 'Kuatan kartenagar' feeding на YouTube by Exotic_ Hive
- Wild Betta Patoti Balikpapan .B. на YouTube by Dede Septiana
- Breeding betta patoti на YouTube by Erlend Bertelsen